# Lillestrøm
59°57′22″N 11°03′02″Ø / 59.95611°N 11.05056°Ø
Lillestrøm er en administrationsby i Lillestrøm kommune i Viken fylke i Norge, der blev oprettet 1. januar 2020. Tidligere lå den i Skedsmo kommune i Akershus fylke. 
Fakta:
- Indbyggere i Skedsmo kommune: 50.000
- Indbyggere i Lillestrøm by: Ca. 14.000
- Arbejdsplasser i kommunen: Ca. 20.000
- Afstand til Oslo centrum: ca. 18 km.
- Rejsetid til Oslo Lufthavn (Gardermoen): Tog ca. 9 min., bil ca. 20 min.

Byen ligger 18 km øst for Oslo. Lillestrøm grænser mod Strømmen, Skjetten, Rælingen, Fetsund og Kjeller.
Her ligger Norges Varemesse. Exporamasenteret ligger på Hellerudsletten ved Skjetten.
Lillestrøm og Sandvika har bystatus i Akershus. Lillestrøm var alene om det fra 1997 til 2003 og har ca. 14.000 indbyggere. Tømmerflydning og savværker har hovedæren for at Lillestrøm blev centrum og gav byen kælenavnet "Flisbyen". Lillestrøm var selvstændig kommune til og med 1961.
Lillestrøm har navn efter gården Lille Strøm, der er den første station (åbnet i 1854). på Hovedbanen mellem Christiania og Eidsvoll. Seks år senere startede de første dampsave, og Lillestrøm oplevede pga. industrialiseringen en eksplosiv befolkningstilvækst. I ca. 100 år var trælastindustri og jernbane de dominerende faktorer i byens dagligliv. Osloområdet fik sin første flyveplads i Kjeller i 1913, og de forskningsmiljøerne, som opstod omkring flypladsdriften, udgør stadig et af landets mest fremtrædende kompetancecentre. 

## Kultur
Lillestrøm ombygger den gamle biograf- og teaterbygningen fra 1920'erne og udvides til mere end dobbelt størrelse. Samtidig er bygningen af en ny flersalsbiograf fuldført. Akershus Teater har sæde i byen og har produceret en række spektakulære forestillinger. Mange kendte kunstnere fra ind- og udland besøger byen og mange vælger Lillestrøm til premierer. Byen har også en række kunstgallerier.
Fodboldklubben i Lillestrøm, kendt fra den norske Tippeligaen er Lillestrøm Sportsklubb som spiller sine hjemmekampe på Åråsen stadion. En række kendte kunstnere, artister og fodboldstjerner stammer fra byen.